# SHINee
A SHINee (koreai írással: 샤이니, sjaini) egy dél-koreai fiúegyüttes, amit 2008-ban hozott létre az SM Entertainment. Debütálásuk óta számos teljes hosszúságú stúdióalbumot, középlemezt és single lemezt jelentettek meg mind koreai, mind japán nyelven. Még debütálásuk évében saját valóságshowt indítottak. Divatstílusukat SHINee Trend néven ismerik, továbbá jól szinkronizált, kialakított és bonyolult koreográfiáikról nevezetesek.[forrás?]
2011. június 22-én Japánban is debütáltak a Replay című daluk japán nyelvű változatával. 1968 óta az első előadó voltak, akiknek háromszor sikerült a top 3-ba kerülniük három egymást követő kiadással a debütálás óta külföldi előadó kategóriában. A SHINee 2011. december 7-én megjelentette első japán nyelvű stúdióalbumát The First néven.
2017. december 18-án Jonghyunt kórházba szállították, miután öngyilkosságot kísérelt meg az otthonában, de nem tudták megmenteni az életét.

## Tagok
| Név                   | Név                                    | Születési dátum                                   |
| Művésznév             | Születési név                          | Születési dátum                                   |
| --------------------- | -------------------------------------- | ------------------------------------------------- |
| Onew                  | I Dzsingi (Lee Jinki) (이진기)         | 1989. december 14. (35 éves)                      |
| Dzsonghjon (Jonghyun) | Kim Dzsonghjon (Kim Jonghyun) (김종현) | 1990. április 8. – 2017. december 18. (27 évesen) |
| Key                   | Kim Gibom (Kim Kibum) (김기범)         | 1991. szeptember 23. (33 éves)                    |
| Minho                 | Cshö Minho (Choi Minho) (최민호)       | 1991. december 9. (33 éves)                       |
| Taemin                | I Themin (Lee Taemin) (이태민)         | 1993. július 18. (31 éves)                        |

## Diszkográfia

### Koreai nyelvű stúdióalbumok
- The Shinee World (2008)
- Lucifer (2010)
- The Misconceptions of Us (2013)
- Odd (2015)
- 1 of 1 (2016)
- The Story of Light (2018)
- Don‘t Call Me (2021)

### Japán nyelvű stúdióalbumok
- The First (2011)
- Boys Meet You (2013)
- I‘m Your Boy (2014)
- DxDxD (2016)
- Five (2017)

### Középlemezek
- Replay (2008)
- Romeo (2009)
- 2009, Year of Us (2009)
- Shelock (2012)
- Everybody (2013)
- Superstar (2021)